# Business School Paramaribo
De Business School Paramaribo (BSP) is een hogeronderwijsinstelling in Paramaribo, Suriname.
De school werd in oktober 2009 opgericht door Boshuizen Training  & Consultancy Suriname NV in samenwerking met partners uit het buitenland. Op 19 april 2012 werd gestart met de eerste opleiding, in Bedrijfskunde. De opleiding heeft een duur van drie jaar en is op bachelorniveau. Sindsdien is het aantal bacheloropleidingen uitgebreid, naast bedrijfskunde variërend van financieel management tot personeel en organisatie, en toegepaste psychologie. De doelgroep bestaat vooral uit mensen die al een baan hebben en de studie ernaast doen.